# Ruqah
Ruqʿah o Riqʿah (en árabe: رقعة‎) es un estilo de escritura árabe usado sobre todo en documentos oficiales y en la escritura cotidiana. No debe confundirse con reqaʿ, una de las seis escrituras árabes tradicionales (al-aqlām al-sittah).

## Descripción y uso
Ruqah es el estilo más habitual en la escritura árabe. Sus características letras recortadas están compuestas por líneas cortas, rectas y curvas simples. Sus líneas de texto son rectas y uniformes.  Deriva, probablemente, de los estilos thuluth y naskh.
A diferencia de otros tipos de caligrafía, ruqʿah no se considera una forma de arte. Es, en cambio, un estilo de escritura funcional, rápido de escribir y fácil de leer. Era ampliamente utilizada en el Imperio Otomano donde se esperaba que cada persona alfabetizada pudieran escribir en ruqʿah,
Debajo aparece una muestra de este estilo, no obstante nótese que no es ejemplo típica ya que está completamente vocalizado, algo no habitual en la escritura a mano:

## Galería

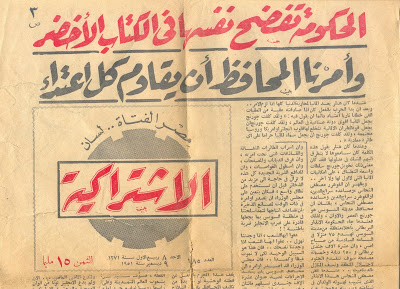
1951, diario Al-Ishtrakeyia del Partido del Joven Egipto)
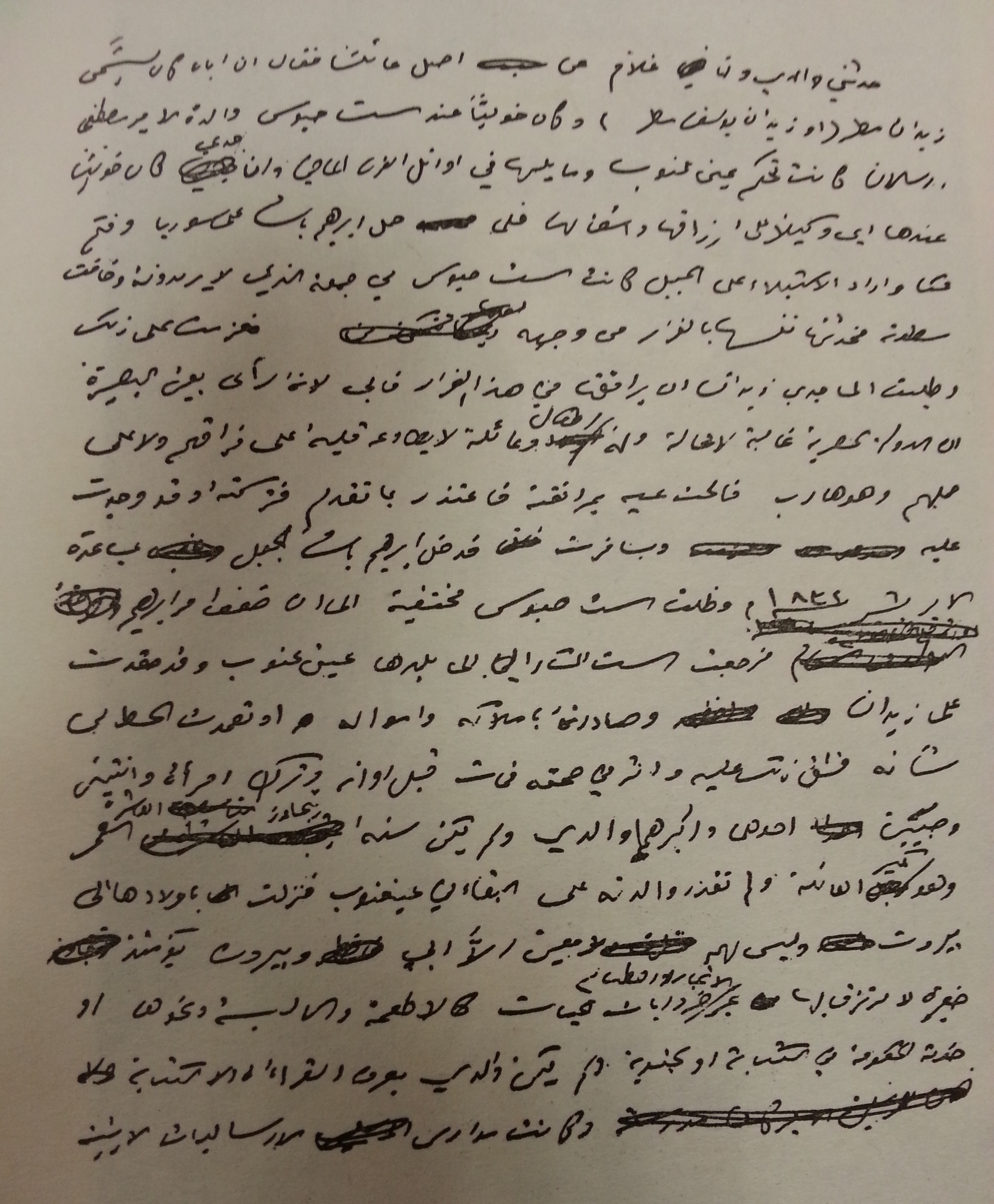
Carta escrita a mano por Jurji Zaydan
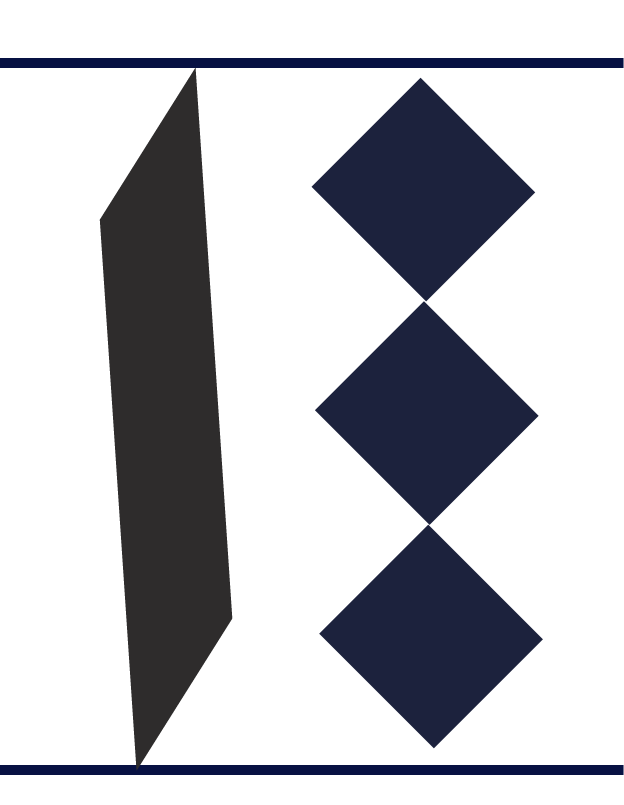
Altura de la letra alif

## Tipografías
Ejemplos de tipografía digital moderna árabe que usa este estilo son Aref Ruqaa de Abdullah Aref y B Arabic Style de Borna Rayaneh.